# جائزة غولدن غلوب لأفضل سيناريو
جائزة غولدن غلوب لأفضل سيناريو هي واحدة من الجوائز السنوية التي تمنحها رابطة هوليوود للصحافة الأجنبية.